# Okres Zawiercie
Okres Zawiercie (polsky Powiat zawierciański) je okres v polském Slezském vojvodství. Rozlohu má 1003,27 km² a v roce 2023 měl okres 112 247 obyvatel. Sídlem správy okresu je město Zawiercie.

## Gminy
Městské:
- Poręba
- Zawiercie

Městsko-vesnické:
- Łazy
- Ogrodzieniec
- Pilica
- Szczekociny
- Włodowice

Vesnické:
- Irządze
- Kroczyce
- Żarnowiec

## Města
- Łazy
- Ogrodzieniec
- Pilica
- Poręba
- Szczekociny
- Włodowice
- Zawiercie

## Sousední okresy
| Růžice kompasu | Częstochowa | Włoszczowa      |           | Růžice kompasu |
| Růžice kompasu | Myszków     | Sever           | Jędrzejów | Růžice kompasu |
| Růžice kompasu | Myszków     | Okres Zawiercie | Jędrzejów | Růžice kompasu |
| Růžice kompasu | Myszków     | Jih             | Jędrzejów | Růžice kompasu |
| Růžice kompasu | Będzin      | Olkusz          | Miechów   | Růžice kompasu |